# Linia kolejowa nr 845
Linia kolejowa nr 845 – jednotorowa, zelektryfikowana linia kolejowa łącząca stację Inowrocław Rąbinek ze stacją techniczną Inowrocław Chemia.
Linia umożliwia obsługę Inowrocławskich Zakładów Chemicznych „Soda-Mątwy” przez pociągi towarowe jadące z kierunku Dziarnowa, Torunia oraz Bydgoszczy.